# Richardia
- Commons
- Wikispecies

Richardia L. é um género botânico pertencente à família Rubiaceae.

## Sinonímia
| - Plethyrsis Raf. - Ricardia Adans., var. ort. | - Richardsonia Kunth - Schiedea Bartl., nom. invál. |

## Espécies
- Richardia arenicola
- Richardia boleviensis
- Richardia brasiliensis
- Richardia ciliata
- Richardia cruciata
- Richardia grandiflora
- Richardia scabra
- Richardia tricocca
- Lista completa

## Classificação do gênero
| Sistema | Classificação                     | Referência               |
| ------- | --------------------------------- | ------------------------ |
| Linné   | Classe Hexandria, ordem Monogynia | Species plantarum (1753) |